# هورسفلدية أسترالية
هورسفلدية أسترالية (الاسم العلمي:Horsfieldia australiana) هي نوع غير مؤكد من النباتات تتبع جنس الهورسفلدية من الفصيلة البسباسية.